# Armata

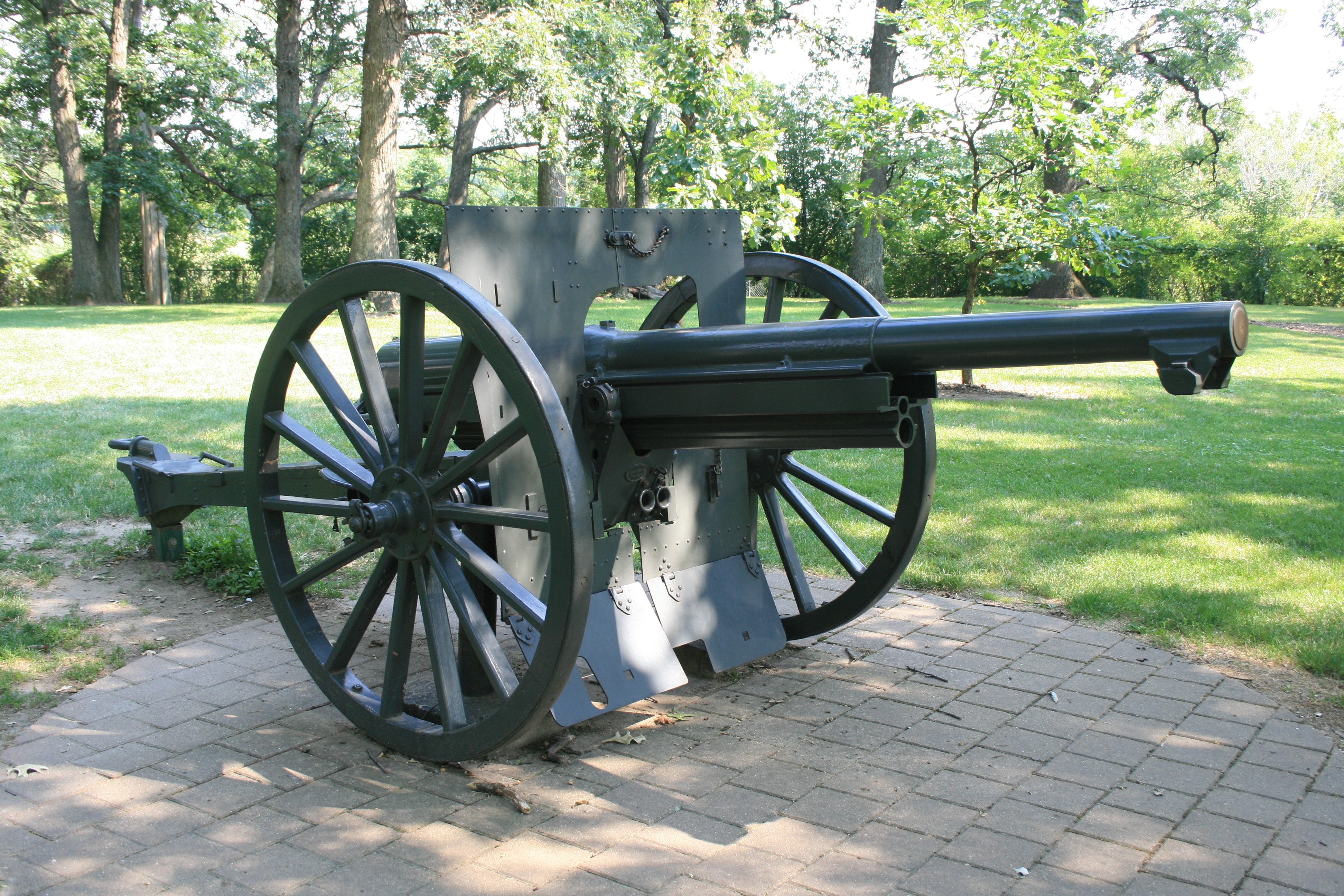
Armata polowa Mle 1897, pierwsza nowoczesna szybkostrzelna armata będąca protoplastą armat współczesnych

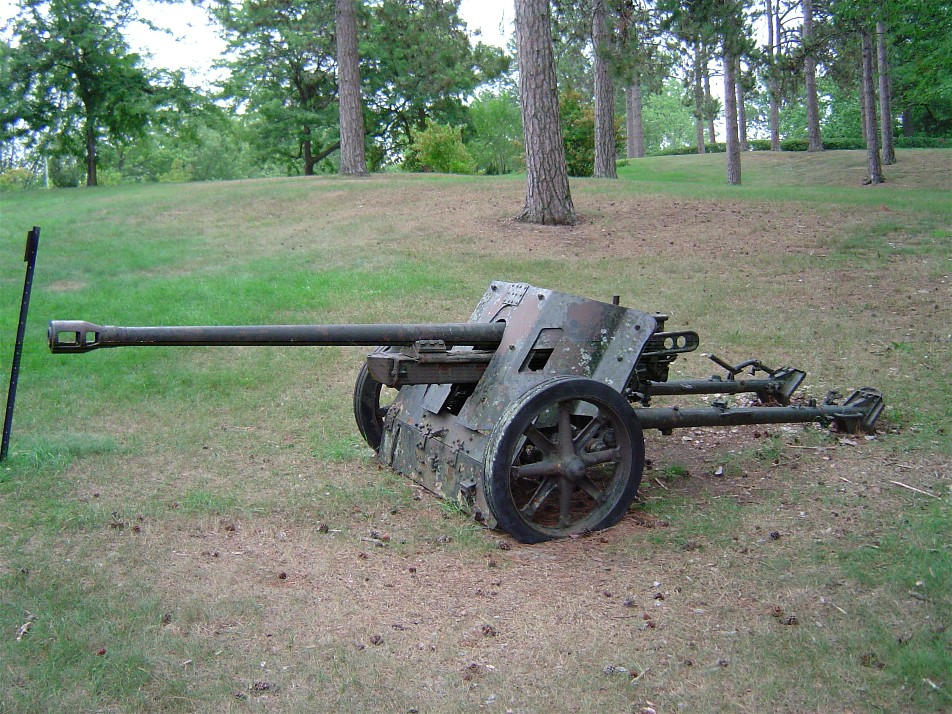
Armata przeciwpancerna PaK 38

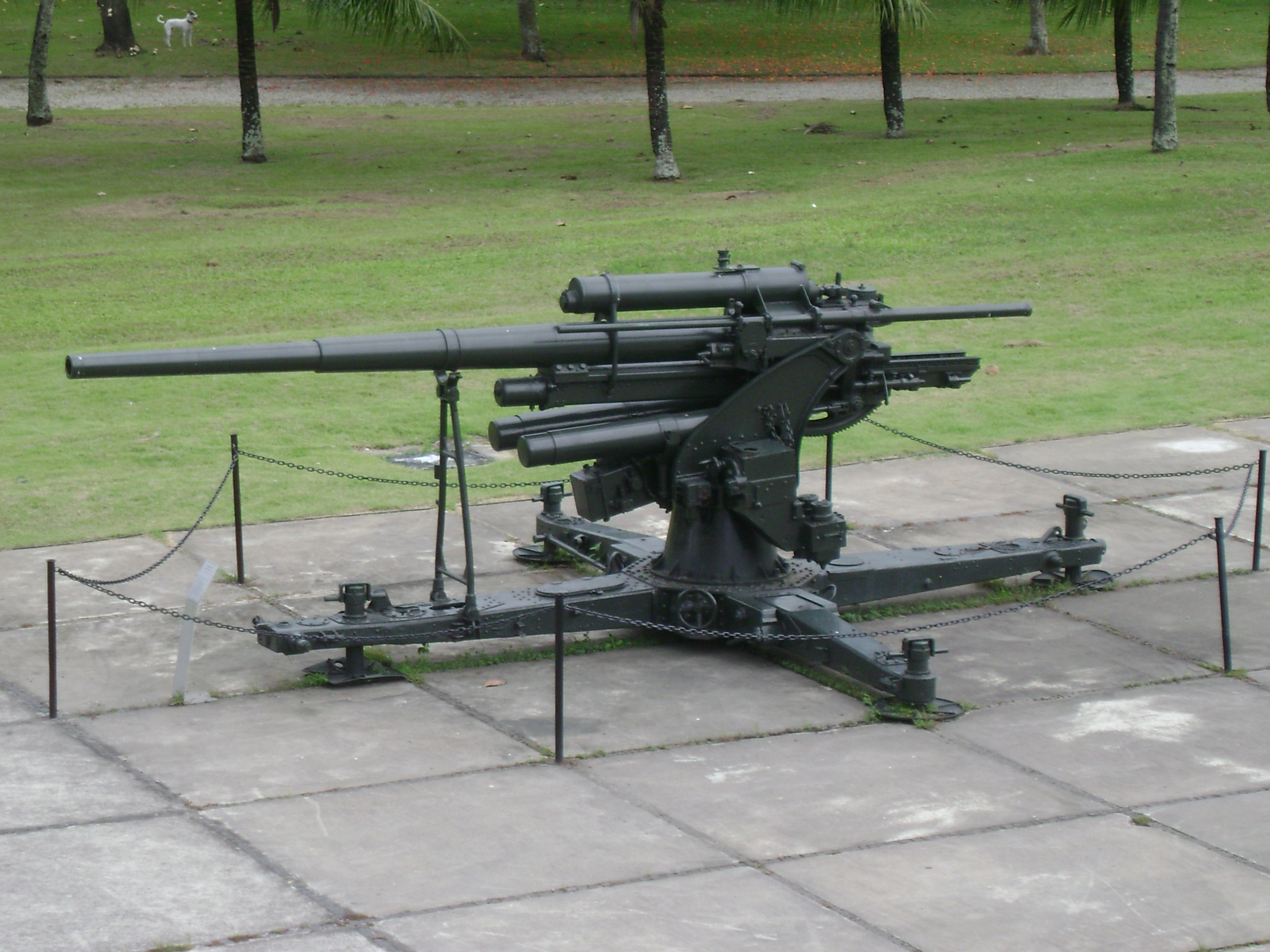
Armata przeciwlotnicza Flak 18

Armata – działo przeznaczone głównie do strzelania płaskotorowego, zazwyczaj do celów znajdujących się bezpośrednio w polu widzenia. Dawniej ogólne określenie dział różnego rodzaju.

## Charakterystyka
Armaty charakteryzują się płaskim torem lotu pocisku (strzelając „na wprost”) przez co w przeciwieństwie do moździerzy i haubic nie są w stanie razić celów znajdujących się za przeszkodami terenowymi. Wyposażane są zazwyczaj w długie lufy (40-75 kalibrów) zapewniające bardzo wysoką prędkość wylotową (800-1200 m/s) i skuteczność uderzeniową pocisku. Nie jest to jednak regułą a do armat zaliczane są przykładowo również działa bezodrzutowe i górskie wyposażane w stosunkowo krótkie lufy. Ponadto armaty cechują się dużą donośnością i wysoką szybkostrzelnością (ok. 25 strz./min dla armat półautomatycznych i ok. 500 strz./min dla armat automatycznych).
Wyróżnia się armaty polowe (o ogólnym przeznaczeniu) oraz armaty specjalne (przeciwpancerne, przeciwlotnicze, czołgowe, kolejowe, nadbrzeżne, okrętowe itp.).

## Etymologia
Nazwa „armata” wywodzi się etymologicznie od łacińskiego armata znaczącego „uzbrojona” i została zapożyczona do języka polskiego w XV w. Pierwotnie nazwą tą określano ogół broni zaczepnej i obronnej, a w okresie XVI-XVII w. zaczęto stosować ją do broni artyleryjskiej jako ogólne określenie dział wszelkiego rodzaju. W tym samym okresie stosowano ją również na określenie marynarki wojennej wzorując się na nazwie Wielkiej Armady hiszpańskiej. Z czasem nazwa ta zaczęła być stosowana wyłącznie do określonego rodzaju dział (strzelających płaskotorowo).